# Iosif Nikitinski
Iosif Iłłarionowicz Nikitinski (ros. Ио́сиф Илларио́нович Ники́тинский, ur. 3 listopada?/16 listopada 1905 we wsi Podosienowskaja w guberni wołogodzkiej, zm. 30 grudnia 1974 w Moskwie) – funkcjonariusz radzieckich organów bezpieczeństwa, generał major.

## Życiorys
Urodzony w rosyjskiej rodzinie chłopskiej, pracował w gospodarstwie ojca, w latach 1922–1932 członek Komsomołu, 1922–1923 uczył się w radzieckiej szkole partyjnej I stopnia, a 1924–1926 II stopnia w Wołogdzie. Od grudnia 1926 do kwietnia 1927 instruktor powiatowego komitetu Komsomołu, od kwietnia do października 1927 sekretarz odpowiedzialny gminnego komitetu Komsomołu, od października 1927 do października 1928 odbywał służbę w Armii Czerwonej. Od czerwca 1928 członek WKP(b), później przez rok był zastępcą gubernialnej i okręgowej rady kultury fizycznej w Wołogdzie, od października 1929 funkcjonariusz OGPU w Kraju Północnym, od lipca 1934 do października 1936 szef Mieżdurieczenskiego Rejonowego Oddziału NKWD, od 7 kwietnia 1936 młodszy porucznik bezpieczeństwa państwowego. Od października 1936 do marca 1937 szef rejonowego oddziału NKWD w Griazowcu, od marca do 15 września 1937 kursant Centralnej Szkoły NKWD ZSRR, od 15 września 1937 do 1 stycznia 1938 pełnomocnik operacyjny Oddziału 5 Wydziału 4 Głównego Zarządu Bezpieczeństwa Państwowego, od 1 stycznia do sierpnia 1938 pełnomocnik operacyjny oddziału 4 wydziału Głównego Zarządu Bezpieczeństwa Państwowego/Zarządu 1 NKWD ZSRR, od 25 lipca 1938 porucznik bezpieczeństwa państwowego, w sierpniu-wrześniu 1938 zastępca szefa Oddziału 4 Wydziału 1 Zarządu NKWD ZSRR, od września 1938 do 2 marca 1939 zastępca szefa Oddziału 2 Wydziału Głównego Zarządu Bezpieczeństwa Państwowego, 2 marca 1939 mianowany kapitanem bezpieczeństwa państwowego. Od 2 marca do 2 kwietnia 1939 zastępca szefa, później p.o. szefa, a od 5 sierpnia 1940 do 31 lipca 1940 szef Głównego Zarządu Archiwów NKWD ZSRR, 14 marca 1940 awansowany na majora bezpieczeństwa państwowego, 1941 ukończył Moskiewski Instytut Historii i Archiwistyki. Od 31 lipca 1941 do 15 marca 1946 szef Głównego Zarządu Archiwów Państwowych NKWD ZSRR, od 9 lipca 1945 generał major, od 15 marca 1946 do 8 października 1947 szef Głównego Zarządu Archiwów Państwowych MWD ZSRR, od 1 grudnia 1947 do stycznia 1950 kierownik katedry służby organów MWD Wojskowego Instytutu MWD/MGB ZSRR. Od stycznia 1950 do września 1954 zastępca szefa katedry Wojskowego Instytutu MGB/MWD ZSRR, od 28 sierpnia 1954 do sierpnia 1957 szef Inspekcji Kontrolnej przy szefie Zarządu MWD obwodu moskiewskiego, od sierpnia 1957 do 4 sierpnia 1958 szef punktu szkoleniowego Zarządu Spraw Wewnętrznych obwodu moskiewskiego, następnie zwolniony ze służby.

## Odznaczenia
- Order Czerwonego Sztandaru
- Order Czerwonej Gwiazdy
- Order „Znak Honoru”

I 4 medale.